# يوسف الجندي (ممثل مغربي)
يوسف الجندي (مواليد 4 سبتمبر 1978) هو ممثل مغربي. شارك في عدد من الأفلام والمسلسلات المغربية. 

## أعماله

### أفلام
- 2003: نورا
- 2004: أصدقاء من كندا
- 2005: معطف أبي
- 2007: البرتقالة المرة
- 2007: ملائكة الشيطان
- 2009: بنت الشيخة
- 2009: سر العرصة
- 2010: المنسيون
- 2011: حمرا خضرا
- 2014: عودة الماضي
- 2015: المرسي أبو العباس
- 2016: البازار
- 2018: ماكانش على البال
- 2019: التوفري

### مسلسلات
- 1997: ذئاب في الدائرة
- 2003: عند الفورة يبان الحساب
- 2004: موعد مع المجهول
- 2013: ناس الحومة
- 2015: حبال الريح
- 2016: ستون لكلام
- 2017: اليتيمة
- 2019: فرصة ثانية
- 2020: الإرث
- 2020: سلمات أبو البنات

- 2021: الصلا والسلام

## روابط خارجية
- يوسف الجندي على موقع IMDb (الإنجليزية)
- يوسف الجندي على موقع IMDb (الإنجليزية)
- يوسف الجندي على موقع قاعدة بيانات الفيلم (الإنجليزية)